# پپ چاوریا
پپ چاوریا (انگلیسی: Pep Chavarría؛ زادهٔ ۱۰ آوریل ۱۹۹۸) بازیکن فوتبال است.